# Pseudauximus reticulatus
Pseudauximus reticulatus là một loài nhện trong họ Amaurobiidae.
Loài này thuộc chi Pseudauximus. Pseudauximus reticulatus được Eugène Simon miêu tả năm 1902.